# Седам минус седам
Седам минус седам је југословенски ТВ филм из 1981. године. Режирао га је Бранислав Митић, а сценарио је написао Ђорђе Фишер. Филм је по жанру комедија и мјузикл, а премијерно је приказан на Радио-телевизији Београд.

## Улоге
| Глумац            | Улога |
| ----------------- | ----- |
| Милутин Бутковић  |       |
| Драгослава Генчић |       |
| Вишња Корбар      |       |
| Гордана Лазаревић |       |
| Љиљана Петровић   |       |
| Никола Симић      |       |